# Amy Hennig
Amy Hennig (19 agosto 1964) è un'autrice di videogiochi statunitense.
Nota per essere stata la direttrice creativa di Jak 3 e l'autrice dei primi tre capitoli della serie Uncharted. Inoltre, è stata anche l'autrice di Battlefield Hardline.
Ha cominciato la sua carriera, come game designer, con lo sviluppo del videogioco Michael Jordan: Chaos in the Windy City, per lo SNES. Successivamente ha lavorato presso la Crystal Dynamics, dedicandosi alla serie Legacy of Kain. Finita questa, ha lavorato sullo sviluppo delle due principali serie della Naughty Dog: Jak and Daxter e Uncharted.
Secondo Hennig, la direzione creativa della sceneggiatura di un videogioco ha un'importanza maggiore rispetto allo sviluppo della grafica. È stata classificata come "una delle donne più influenti nell'industria dei videogiochi" da Edge magazine.

## Biografia
Hennig si è laureata all'Università della California - Berkeley in letteratura inglese. Frequentava la scuola del cinema alla San Francisco State University quando fu ingaggiata, nel ruolo di "artista", per un gioco di Atari chiamato ElectroCop. Questa esperienza le fece rendersi conto di essere più interessata all'industria dei videogiochi che a quella del cinema; infatti abbandonò ben presto la scuola.

## Carriera
Hennig ha cominciato a lavorare nell'industria dei videogiochi a partire dalla fine degli anni '80. Molte delle sue prime esperienze furono realizzazioni di giochi per la Nintendo Entertainment System, in cui inizialmente fu impiegata nei ruoli di artista e animatrice. Il suo primo lavoro fu quello di artista freelancer nella realizzazione di ElectroCop, un gioco, non distribuito, per l'Atari 7800. Dopo fu assunta dalla Electronic Arts come animatrice e artista, lavorando su due giochi, che poi non vennero più pubblicati: Bard's Tale 4 e Desert Strike. Successivamente si sposta nel settore della direzione e del design.
Due anni dopo che fu assunta dall'Electronic Arts, Hennig lavorò, come artista, sul gioco Michael Jordan: Chaos in the Windy City. Tuttavia, quando il capo-designer abbandonò lo sviluppo, Hennig fu scelta per sostituirlo. Alla fine degli anni '90, decide di lavorare presso la Crystal Dynamics, in cui assiste l'azienda Silicon Knights allo sviluppo di Blood Omen: Legacy of Kain. Successivamente, assume il ruolo di direttrice, produttrice e sceneggiatrice per lo sviluppo di Legacy of Kain: Soul Reaver. Inoltre, ha diretto e scritto Soul Reaver 2 e Legacy of Kain: Defiance.
Hennig lascia la Crystal Dynamics per essere assunta come direttrice creativa dalla Naughty Dog. Ha contribuito allo sviluppo della serie Jak and Daxter prima di assumere il ruolo di game director (autrice) di Uncharted: Drake's Fortune, e come capo-sceneggiatrice e direttrice creativa della serie Uncharted. Con Uncharted 2: Il covo dei ladri, Hennig ha diretto una squadra di 150 persone dedita alla creazione del gioco. Dopo aver diretto e scritto Uncharted 3: L'inganno di Drake e iniziato, una piccola parte, lo sviluppo di Uncharted 4: Fine di un ladro per PlayStation 4, Hennig abbandona la Naughty Dog nel 2014.
Il 3 aprile 2014, Hennig entra a far parte della Visceral Games insieme a Todd Stashwick per lavorare sul videogioco di Star Wars. Il 17 ottobre 2017, viene reso noto che l'EA ne ha annullato lo sviluppo. A giugno dello stesso anno, Hennig ha annunciato di aver già abbandonato l'azienda a gennaio e di aver avviato un piccolo studio per esplorare lo sviluppo di videogiochi in realtà virtuale.

## Influenza
Hennig è stata citata come un esempio di donna di successo in un settore storicamente dominato dagli uomini. La stessa Hennig afferma di non aver assistito ad esperienze sessiste nel settore. La rivista britannica Edge l'ha classificata come una delle 100 donne più influenti nell'industria dei videogiochi.

## Videogiochi
| Titolo                                  | Anno | Ruolo                                   | Pubblicazione                      |
| --------------------------------------- | ---- | --------------------------------------- | ---------------------------------- |
| ElectroCop                              | 1989 | Artista                                 | Atari Corporation                  |
| Desert Strike: Return to the Gulf       | 1992 | Artista                                 | Electronic Arts                    |
| Michael Jordan: Chaos in the Windy City | 1994 | Designer, artista                       | Electronic Arts                    |
| 3D Baseball                             | 1996 | Artista                                 | Crystal Dynamics                   |
| Blood Omen: Legacy of Kain              | 1996 | Designer                                | Crystal Dynamics                   |
| Legacy of Kain: Soul Reaver             | 1999 | Direttrice, produttrice, sceneggiatrice | Eidos Interactive                  |
| Soul Reaver 2                           | 2001 | Direttrice, sceneggiatrice              | Eidos Interactive                  |
| Legacy of Kain: Defiance                | 2003 | Direttrice, sceneggiatrice              | Eidos Interactive                  |
| Jak 3                                   | 2004 | Direttrice creativa                     | Sony Computer Entertainment        |
| Uncharted: Drake's Fortune              | 2007 | Direttrice, sceneggiatrice              | Sony Computer Entertainment        |
| Uncharted 2: Il covo dei ladri          | 2009 | Direttrice, sceneggiatrice              | Sony Computer Entertainment        |
| Uncharted 3: L'inganno di Drake         | 2011 | Direttrice, sceneggiatrice              | Sony Computer Entertainment        |
| Uncharted: L'abisso d'oro               | 2011 | Story consultant                        | Sony Computer Entertainment        |
| Battlefield Hardline                    | 2015 | Sceneggiatrice                          | Electronic Arts                    |
| Star Wars (titolo provvisorio)          | 202? | Direttrice, sceneggiatrice              | Skydance New Media Lucasfilm Games |

## Riconoscimenti
British Academy Games Awards
- 2016 - Premio Speciale[11]
- 2010 - Miglior Sonoro, Uncharted 2: Il covo dei ladri[12]

Game Developers Choice Awards
- 2018 - Premio alla Carriera[13]
- 2010 - Gioco dell'Anno, Uncharted 2: Il covo dei ladri[12]
- 2010 - Miglior Sceneggiatura, Uncharted 2: Il covo dei ladri[12]

Writers Guild of America
- 2012 - Miglior Sceneggiatura per un videogioco, Uncharted 3: L'inganno di Drake[14]
- 2010 - Miglior Sceneggiatura per un videogioco, Uncharted 2: Il covo dei ladri[12]